# Dmitri Torbinski
Dmitri Evgenijevič Torbinski (ruski: Дмитрий Евгеньевич Торбинский; Norilsk, 28. travnja 1984.) bivši je ruski nogometaš.
Karijeru je započeo kao igrač futsala, no kao mladić je ušao u omladinsku akademiju Spartak Moskve te se odlučio baviti velikim nogometom. Nekoliko godina je bio na klupi, no 2002. je imao prvijenac u prvoj postavi svoje momčadi. Tijekom 2003. bio je na sustavu rotacije (neke utakmice je igrao neke nije), a 2004. je odigrao samo jednu utakmicu zbog ozbiljne ozljede. 
Godine 2005. poslan je na posudbu u Spartak Čeljabinsk kako bi ušao u formu. Već sljedeće sezone vraća se u Moskvu u punoj formi. Godine 2007. prelazi u Lokomitiv Moskvu kao dio slobodnog transfera.
Prvi nastup za reprezentaciju imao je 2007. protiv Estonije. Zatim ga je izbornik Guus Hiddink pozvao i da igra na EURO-u 2008. u Austriji i Švicarskoj.
Najbolji nastup na EURO-u imao je u četvrtfinalu protiv Nizozemske gdje je u produžetcima postigao pogodak za vodstvo Rusije 2 - 1, no dobio je i žuti karton pa nije mogao igrati protiv Španjolske. Četvrtfinalnu utakmicu Rusija je pobijedila s 3 - 1.

## Vanjske poveznice
- Profil na Transfermarktu
- Profil na Soccerwayu